# Wyspa Estyjska
Wyspa Estyjska – sztuczna wyspa refulacyjna na Zalewie Wiślanym powstająca w związku z budową kanału żeglugowego przez Mierzeję Wiślaną.
Wyspa Estyjska nie jest pierwszą sztuczną wyspą na Zalewie Wiślanym. W rosyjskiej części wód Zalewu Wiślanego znajduje się usypana przez Niemców w latach 30. XX w. wyspa Nasypnoj o powierzchni 0,014 km². Budowana wyspa Estyjska ma mieć ponad stukrotnie większą powierzchnię.

## Przebieg prac
W 2019 roku rozpoczęto prace budowlane związane z budową kanału żeglugowego w pobliżu wsi Skowronki. Budowie kanału towarzyszy powstanie wyspy refulacyjnej o pow. 180–200 ha, na planie elipsy o długości osi głównych 1932 m i 1192 m oraz obwodzie 4,9 km. Wyspa ma mieć wysokość 2–3 m n.p.m. Na wyspę trafi ziemia, która jest wywożona z miejsca budowy kanału przez Mierzeję Wiślaną; ma ona stanowić siedlisko dla ptaków oraz roślinności i rekompensować straty środowiskowe, jakie wywoła inwestycja. Na lokalizację sztucznej wyspy wybrano obszar w centralnej części Zalewu na wysokości Przebrna w odległości około 2,5 km od brzegu Mierzei Wiślanej i 4 km od kanału żeglugowego.
We wrześniu 2020 na Zalewie Wiślanym umieszczano stalowe ścianki Larsena, wyznaczające przyszły kształt nowej wyspy. W 2024 roku wyspa osiągnęła docelowy, prawie kolisty kształt. Prowadzone są działania związane z umacnianiem brzegów i wypełnianiem ziemią z urobku. W połowie lipca 2025 Wyspa Estyjska była wypełniona w około 20 procentach.

## Toponimia
Aby wybrać nazwę dla wyspy, minister gospodarki morskiej i żeglugi śródlądowej Marek Gróbarczyk ogłosił konkurs. Pierwszy etap konkursu zakładał nadsyłanie propozycji, spośród których komisja konkursowa wyłoniła 5 nazw (Estyjska, Rukwiel, Wodniczka, Bursztynowa i Brajana Chlebowskiego). Te z kolei poddano ogólnopolskiemu głosowaniu internetowemu. Głosowanie internetowe trwało od 7 do 20 września 2020 roku. Wzięło w nim udział 21 912 osób.
Konkurs wygrała nazwa Wyspa Estyjska, pochodząca od dawnej średniowiecznej nazwy Zalewu Wiślanego – Estmere, która znana jest z relacji IX-wiecznego podróżnika Wulfstana. Staropruska nazwa Zalewu składała się z wyrazów *Aistei – Estowie i mari – zalew, czyli ‘Zalew Estów, Zalew Estyjski’.
Estami nazywano w źródłach antycznych i wczesnośredniowiecznych plemiona zachodnio-bałtyjskie zwane później (od IX wieku) Prusami.
Aby nazwa stała się oficjalna, musi zostać zaakceptowana i ogłoszona przez Ministerstwo Spraw Wewnętrznych i Administracji, gdyż Ministerstwo Gospodarki Morskiej i Żeglugi Śródlądowej nie ma kompetencji do nadawania oficjalnych nazw wyspom ani prawnych podstaw do zgłaszania propozycji takich nazw.